# 狄恩·海勒
狄恩·亞瑟·海勒（英語：Dean Arthur Heller；1960年5月10日—），是一位美國共和黨政治人物，2011年因內華達州州長布萊恩·桑多瓦提名他填補約翰·恩賽因離職的空缺而擔任內華達州美國參議院議員。在此以前，他於1991年至1995年期間擔任內華達州眾議院議員、1995年至2007年期間出任內華達州州務卿以及於2007年至2011年期間為美國眾議院內華達州第二國會選區代表議員。在2012年11月7日的聯邦參議員選舉裡，他擊敗民主黨的雪萊·伯克利成功獲得一個完整任期，並會在2017年哈里·瑞德退休後成為資深參議員。

## 延伸閱讀
- Background and collected news at The Washington Post
- 美國國會國家人物傳記大辭典中的傳記
- 由華盛頓郵報維護的投票記錄
- 智慧投票计划中的傳記、投票紀錄及利益集團評級
- Congressional profile at GovTrack
- Congressional profile at OpenCongress
- Issue positions and quotes at On the Issues
- Financial information at OpenSecrets.org
- 聯邦選舉委員會中的競選財務報告和數據
- Campaign contributions at the National Institute for Money in State Politics
- Appearances on C-SPAN programs
- Profile at Ballotpedia

## 外部連結
- 狄恩·海勒 （页面存档备份，存于）參議院官方網站
- 狄恩·海勒參議員競選網站 （页面存档备份，存于）
- 中的“狄恩·海勒”

| 官衔                 | 官衔                                                                           | 官衔                 |
| -------------------- | ------------------------------------------------------------------------------ | -------------------- |
| 前任者： 謝麗爾·劉   | 內華達州州務卿 1995年－2007年                                                  | 繼任者： 羅斯·米勒   |
| 美国众议院           |                                                                                |                      |
| 前任者： 吉姆·吉本斯 | 內華達州第二國會選區 眾議院議員 2007年－2011年                                 | 繼任者： 馬克·阿默迪 |
| 政党职务             |                                                                                |                      |
| 前任者： 約翰·恩賽因 | 美國參議員內華達州共和黨被提名人 （第1類） 2012年，2018年                      | 最新的               |
| 美国参议院           |                                                                                |                      |
| 前任者： 約翰·恩賽因 | 內華達州第1類參議員 2011年－2019年 與哈里·瑞德、凱瑟琳·科爾特斯·馬斯托同時在任 | 繼任者： 杰基·罗森   |